# 더 키드 (2010년 영화)
《더 키드》(The Kid)는 영국에서 제작된 닉 모란 감독의 2010년 드라마 영화이다. 루퍼트 프렌드 등이 주연으로 출연하였고 주디스 헌트 등이 제작에 참여하였다.

## 출연

### 주연
- 루퍼트 프렌드
- 나타샤 맥켈혼
- 버나드 힐
- 이안 그루퍼드

### 조연
- 데이비드 오하라
- 제임스 폭스
- 랠프 브라운
- 케이트 애쉬필드
- 톰 버크
- 조디 휘테커
- 오거스터스 프류
- 알피 알렌
- 올리버 밀번
- 니암 쿠삭
- 셜리 앤 필드
- 콘 오닐
- 사라 바랜드
- 리처드 그레이엄
- 제이미 앤더슨
- 헬렌 레더러
- 제프리 비버스
- 조니 팔미에로
- 시드 밋첼
- 로버트 로우
- 토니 후드
- 베릴 네스빗
- 제롬 블레이크
- 토비 리처즈
- 애니 반데스
- 테리 머피
- 제이미 하워드
- 조안나 던
- 윌리엄 밀러

## 기타
- 각색: 닉 모란
- 프로듀서: 마크 토머스
- 라인프로듀서: 메이너 스투트
- 미술: 러셀 드 로자리오
- 의상: 스테파니 콜리
- 배역: 스티브 델리